# Pawieł Brutt
Pawieł Aleksandrowicz Brutt ros. Павел Александрович Брутт  (ur. 29 stycznia 1982 w Sosnowym Borze) – rosyjski kolarz szosowy, zawodnik profesjonalnej drużyny Tinkoff.

## Najważniejsze osiągnięcia
2001
- 1. miejsce na 11. etapie Vuelta a Venezuela

2004
- 1. miejsce na 2. etapie Circuito Montañés

2006
- 1. miejsce w Tour of Hellas

2007
- 1. miejsce w GP Chiasso
- 1. miejsce na 9. etapie Tour de Langkawi

2008
- 1. miejsce na 5. etapie Giro d'Italia

2009
- 1. miejsce w Tour de Vendée
- 2. miejsce w Tour de Wallonie

2011
- 1. miejsce w mistrzostwach Rosji (start wspólny)
- 1. miejsce w Classica Sarda
- 8. miejsce w Tour de Romandie
  - 1. miejsce na 1. etapie

2012
- 1. miejsce w Hel van het Mergelland
- 3. miejsce w mistrzostwach Rosji (start wspólny)

2015
- 2. miejsce w mistrzostwach Rosji (start wspólny)